# Pokémon Sleep
Pokémon Sleep（ポケモン スリープ）は、SELECT BUTTON / ポケモンが開発するスマートフォン向け睡眠ゲームアプリ。対応プラットフォームはiOSとAndroidで、基本プレイは無料。「朝起きることが楽しみになる」をコンセプトとしている。Pokémon Sleepを起動させたスマートフォンを枕元に置いて寝ることで、睡眠データが計測され、そのデータを用いてゲームが進む。

## ゲームシステム
よく眠るポケモン「カビゴン」がいる島で「ネロリ博士」と一緒にポケモンの睡眠を研究し、ポケモンの寝顔を集めて「ポケモン寝顔図鑑」を完成させることを目的とするストーリー。
スマートフォンの加速度センサーとマイクを使って、睡眠時間と睡眠の質が計測される。また、睡眠中に一定以上の音量を計測したときに自動で録音される機能によって、自分の寝言やいびきを確認することができる。睡眠は「うとうと」「すやすや」「ぐっすり」「特徴なし」の4つの睡眠パターンのいずれかに分類され、同じような睡眠パターンのポケモンが集まる。1週間ごとに睡眠習慣が評価される。日中のうちに「ねむりの約束」として就寝時刻を設定することができ、設定した時刻の前後30分以内に就寝することで「ごほうび」がもらえるほか、約束を守れた日数に応じてごほうびがもらえる。
なお、2024年9月24日7時00分より、一部のスマートウォッチでの計測も可能になった。
また、睡眠時間に応じて「睡眠スコア」が評価され、8時間30分以上（ユーザーが16歳未満の場合は11時間以上）眠ることで満点である100点を得ることができる。睡眠スコアが高いほど、カビゴンの「ねむけパワー」が大きくなり、ポケモンがより集まりやすくなる。

### リサーチフィールド
「カビゴン」と共に睡眠を行う島。初めは「ワカクサ本島」のみリサーチ可能であるが、「ポケモン寝顔図鑑」を埋めていくとともにリサーチできるフィールドが増えていく。現在は最高5つのフィールドに移動することが可能である。

#### フィールド一覧
| フィールド名     | ゲーム内の解説 |
| ---------------- | --- |
| ワカクサ本島     | この地域の一番大きな島 緑が生い茂る肥沃な大地が特徴 一番多くポケモンが生息している島                                 |
| シアンの砂浜     | 穏やかな海の風が心地よい 細かく白い砂がどこまでも続く みずタイプのポケモンが多く生息している                         |
| トープ洞窟       | 開けた天井から降り注ぐ日光によって 内部の壁面は明るく照らされている じめん、いわタイプのポケモンが多く生息している   |
| ウノハナ雪原     | いつまでも雪がしんしんと降り積もる 寒さにも負けず咲く花々が美しい雪原 こおりタイプのポケモンが多く生息している       |
| ラピスラズリ湖畔 | うっすらと霧がかかる神秘的な湖畔 静けさの中でわずかに湖の波の音が聞こえる ドラゴンタイプのポケモンが多く生息している |
| ゴールド旧発電所 | 役目を終えて長い年月が経った発電所 広大な敷地には当時の設備が残されている でんきタイプのポケモンが多く生息している   |

## 沿革
2019年5月29日に株式会社ポケモンが開催した「ポケモン事業戦略発表会」において、睡眠を利用したゲームアプリ「Pokémon Sleep」を2020年にリリース予定であると発表された。しかし、2020年中にリリースされることはなく、その後も新たな情報はほとんど発表されなかった。2019年の発表から約4年後の2023年2月27日に、株式会社ポケモンが配信した「Pokémon Presents」において、2023年の夏にリリース予定であると発表された。そして、2023年7月6日に7月下旬にリリースされることが発表され、7月17日にオーストラリアやカナダなどで、同月18日にアフリカやヨーロッパなどで、同月19日にアジアの一部の国で、同月20日に日本とアメリカで配信された。なお、リリースが遅れた主な理由はゲームデザインの点で苦労したためである。

## 評価

### 受賞
- 2023 第36回 小学館 DIMEトレンド大賞 IT ・ビジネス部門賞[22]
- 2023 Google Play ベストオブ2023 [23]
  - ユーザー投票部門（JP）最優秀賞
  - キュート & カジュアル部門（JP）大賞
  - Best Game for Good（US）大賞